# ليزا ك. ستارك
ليزا ك. ستارك (بالإنجليزية: Lisa K. Stark)‏ هي محامية وقاضية أمريكية، ولدت في 15 مارس 1959.